# Åsa Eriksson
Åsa Eriksson (ur. 14 kwietnia 1972) – szwedzka curlerka, mistrzyni świata juniorów z 1991.
W latach 1991 i 1992 Åsa Eriksson reprezentując Runstenen Väsby Curlinggille w drużynie Evy Eriksson wygrywała mistrzostwa Szwecji juniorów. Umożliwiło jej to reprezentowanie kraju na mistrzostwach świata juniorów. Podczas turnieju w Glasgow Szwedki awansowały do fazy finałowej z 4. miejsca Round Robin. W półfinale pokonały 7:5 Kanadyjki (Atina Ford) i w finale zdobyły tytuły mistrzowskie triumfując 5:4 nad Szwajcarkami (Nicole Strausak). W fazie grupowej Szwecja przegrała spotkania z rywalkami z play-offów. W 1992 obrończynie tytułu zdobyły brązowe medale przegrywając półfinał ze Stanami Zjednoczonymi (Erika Brown).

## Drużyna
|           | Czwarta      | Trzecia          | Druga        | Otwierająca        |
| --------- | ------------ | ---------------- | ------------ | ------------------ |
| 1990/1992 | Eva Eriksson | Maria Söderkvist | Åsa Eriksson | Elisabeth de Brito |